# قادر میزبانی
قادر میزبانی ایرانق معروف به قادر میزبانی(زادهٔ ۱۵ شهریور ۱۳۵۴ در تبریز، ۶ سپتامبر ۱۹۷۵) دوچرخه‌سوار تیم ملی ایران و از راه‌یافتگان به المپیک ۲۰۰۸ پکن و المپیک ۲۰۱۶ ریو است. او قهرمان دوچرخه‌سواری جاده بازیهای آسیایی ۱۹۹۸ در بانکوک است که از سال ۲۰۰۲ دوچرخه‌سواری جاده را به‌طور حرفه‌ای آغاز کرده‌است. میزبانی در تور دوچرخه‌سواری ۲۰۰۵–۲۰۰۶ لانگ کاوی مالزی همراه با تیم جیانت تایوان در میان دوچرخه‌سواران آسیایی موفق به کسب مقام قهرمانی شد. او اکنون عضو تیم دوچرخه‌سواری باشگاه شهرداری تبریز است. او با قهرمانی در هفت دور از تور ایران (آذربایجان) پر افتخارترین ورزشکار در این تور به حساب می‌آید.
میزبانی مسن‌ترین ورزشکار ایرانی حاضر در رقابت‌های المپیک تابستانی ۲۰۱۶ ریو برزیل بود. او در رقابت‌های تیمی جاده «درحالی‌که نیمی از مسیر مسابقه را در المپیک ریو طی کرده بود، ناگهان تعادل خود را از دست داد و از مسیر خارج شد و به دیواره کنار جاده برخورد کرد تا نقش بر زمین شود» و عبور از خط پایان این مسابقات را از دست داد. او در رقابت‌های تایم‌تریل انفرادی توانست مقام سی‌ویکم را کسب کند. او در مصاحبه با روزنامه شرق عنوان کرد که «هشت دقیقه» پس از زمین‌خوردن «خود را به گروه رساند اما کمک داور مانع از ادامه حرکت او شد».